# 馬卡魯克島
馬卡魯克島（Magaruque，舊稱Ilha Santa Isabel）是東非國家莫桑比克的島嶼，屬於巴扎魯托群島的一部分，由伊尼揚巴內省負責管轄，位於本蓋魯阿島以南5.6公里，長2.4公里、寬1.0公里，面積少於2平方公里。該島是由辛巴威富豪John Bredenkamp所擁有

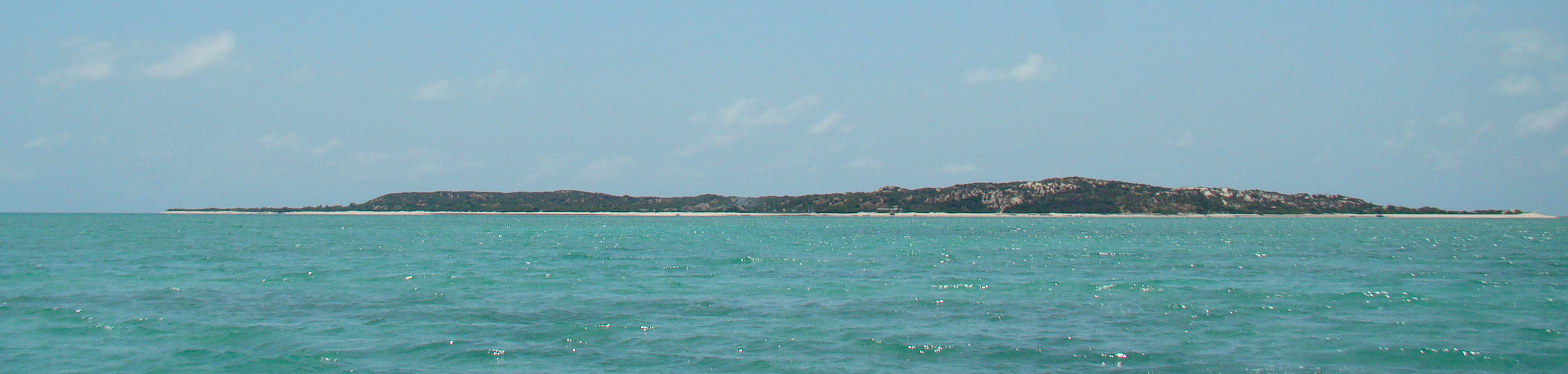

21°57′59″S 35°25′49″E / 21.96639°S 35.43028°E